# Melanesien
Melanesien (fra græsk "sorte øer") er et af de tre store områder i det sydlige Stillehav – det strækker sig fra det vestlige Stillehav til Arafurahavet, der ligger mellem Australien og Ny Guinea.
Følgende regnes normalt som en del af Melanesien:
- Fiji
- Ny Kaledonien
- Ny Guinea (såvel staten Papua Ny Guinea som den indonesiske provins Irian Jaya)
- Salomonøerne
- Vanuatu

## Geografi
Melanesien består af en nordlig, en central og en sydlig øgruppe. Til nordgruppen henregnes Ny Guinea, øerne i Torresstrædet, Luisiadearchipelaget, d’Entrecasteaux-øerne og nordligere Bismarckarkipelaget (Ny-Britannien) og flere mindre øgrupper som Hermitøerne, Admiralitetsøerne og Anakoretøerne. Den centrale gruppe består af Salomonøerne og St. Cruz (Dronning Charlotte’s øer), mens sydgruppen omfatter Vava- og Banks-øerne, Ny Hebriderne, Loyalitetsøerne og Ny Kaledonien. Hertil slutter Fiji-øerne sig. Uden disse omfatter Melanesien 933.000 km2, hvoraf alene Ny-Guinea med de nærmeste øer udgør 814.000 km2.
Såvel etnografisk som efter naturforholdene er øerne ensprægede. Alle er de høje og bjergrige og består af de samme gamle dannelser (granit, skifere og sandsten) som australlandet. De omgives af koralrev, og koralkalken på Ny Guineas og Ny Hebridernes bjerge vidner om, at øerne er hævet af havdybet, mens andre koralrev hæver sig brat fra store dybder. Øerne er stærkt vulkanske, forsynede med 13 vulkaner, talrige udbrændte kratere, solfatarer og hede kilder og er skuepladsen for jordskælv og udbrud af aske og lava.

## Klima
Melanesien ligger helt i den tropiske klimazone, og de to nordligste grupper hører til monsunbæltet. Sydøstmonsunen blæser fra maj til september og bringer rigelig regn. Kysten af Salomonøerne har 380 cm, og i det indre falder 3—4 gange så meget. Nordvestmonsunen, der ellers optræder som en tør luftstrømning, bringer nedbør på Ny Guineas nordkyst. Den sydlige gruppe beherskes af Sydøstpassaten fra april til december, og regnen falder december—april med vekslende vinde, blandt disse også kraftige orkaner, og beløber sig i Noumea på Ny Kaledonien til 119 cm, mens den nordlige del af øen lider af tørhed. Varmen er overalt betydelig. Årstemperaturen i Astrolabe Bay på nordsiden af Ny Guinea er 26 °C, i Noumea på Ny Kaledonien 23 °C. Forskellen på den varmeste (februar) og koldeste måned er kun ringe, mod nord 1,5 °C, og i Noumea på Ny Kaledonien 6,4 °C; på dette sidste sted er den varmeste måned (januar) gennemsnitlig 26,6 °C og den koldeste (august) 20,2 °C.

## Plantevækst
Det fugtigvarme klima og den frugtbare forvitrede vulkanjordbund skaber grundlag for en frodig, tropisk-yppig plantevækst; urskove dækker øerne indtil højt op på bjergtoppene og efterlader kun smalle strimler fri land langs kysterne. Plantevæksten er beslægtet med de indonesiske øers; dog forekommer på Ny Guinea og navnlig på Ny Kaledonien mange australske planteformer. Den fremherskende planteformation er skoven, mens kun mindre strækninger er græsklædte.

## Dyreliv
Dyreverdenen er, når fuglene undtages, yderst artsfattig, navnlig er pattedyrene sparsomt repræsenterede; som helhed har den australsk karakter. På de østlige øer fandtes der oprindeligt slet ingen pattedyr. Svin og høns er de eneste husdyr, kun på Salomonøerne findes tillige hunden. Flagermus og flyvende hunde er udbredte overalt. Fugleverdenen er formrig og farveprægtig; navnlig findes mange arter paradisfugle, foruden kasuarfugle og tallegallaer, firben og slanger, hvoraf de fleste er giftløse, forekommer talrig. Dygonger var tidligere almindelige ved Ny Guinea, og trepang (søpølser) spillede en stor rolle som handelsartikel. Insektlivet er rigt, men aftager, navnlig for sommerfuglenes vedkommende, stærkt syd over.

## Historie
I løbet af det 19. århundrede deltes Melanesien mellem fire europæiske magter: hollænderne ejede det vestlige Ny Guinea (395.000 km2 med 1/4 million indbyggere); den nordøstlige del af denne ø ejedes sammen med Bismarckarkipelaget og de nordlige Salomonøerne af Tyskland, mens England havde den største del af Salomon Øerne, Santa Cruz-øerne og det sydøstlige Ny Guinea. Frankrig ejede Ny Kaledonien og Loyalitets Øerne. Efter 1. verdenskrig kom de tidligere tyske Salomon Øer, samt det tyske Ny Guinea til Australien, medens de øvrige tyske øer blev britisk protektorat. Ny Hebriderne var fra 1906 under Frankrigs og Englands fælles protektion.

## Ekstern henvisning
- "Melanesien" (Salmonsens Konversationsleksikon, 2. udgave, bind XVI (1924), s. 869f)
- Kort over det sydlige Stillehav Arkiveret 16. marts 2005 hos  Wayback Machine

9°S 161°Ø / 9°S 161°Ø